# Francesco Foggia
Pour les articles homonymes, voir Foggia (homonymie).
Francesco Foggia (Rome, baptisé le 17 novembre 1603 – Rome, 8 janvier 1688) est un compositeur italien de l'époque baroque.

## Biographie
Francesco Foggia, fils de Giacomo et de la romaine Angela Albericia, est né à Rome, où il a été baptisé le 17 novembre 1603 à l'église Saint-Louis-des-Français. Il est possible que sa famille ait été en contact avec Giovanni Bernardino Nanino, maître de chapelle à Saint-Louis-des-Français. Francesco a été de 1611 à 1613 un petit chanteur soprano au sein du Collegium Germanicum et Hungaricum des Jésuites à Rome avec comme maître Ottavio Catalano, et a ensuite été envoyé à Bonn comme choriste à la Chapelle Musicale de Ferdinand de Bavière. Retour à Rome, il a poursuivi ses études avec Antonio Cifra et Paolo Agostini, deux élèves de Nanino. Comme l'avait fait déjà Paolo Agostini, qui avait épousé Victoria, fille de son maître Bernardino Nanino, de même Foggia, en octobre 1631, a épousé Eugenia, fille de feu Agostini. 
Francesco Foggia a été l'un des maîtres de chapelle les plus importants du XVIIe siècle à Rome. Il a d'abord exercé cette fonction à l'église Santa Maria in Aquiro, à Narni et à Montefiascone. Il est revenu définitivement à Rome obtenant ce même poste d'abord à la Basilique Sainte-Marie-du-Trastevere, puis à partir de 1637 à la Basilique Saint-Jean-de-Latran, où il restera jusqu'en 1660. Il a encore été maître de chapelle dans plusieurs autres églises importantes à Rome. Son activité de compositeur, menée entre 1642 et 1681, a été particulièrement intense dans les années 1655 à 1675. Le 13 juin 1677, il est nommé professeur à la Basilique Sainte-Marie-Majeure, succédant à Antonio Maria Abbatini. En même temps, il a demandé et obtenu que son fils Antonio devienne son collaborateur. 
Francesco Foggia a été un héritier direct et un représentant célèbre de la tradition musicale de l’École romaine. Il a écrit des messes, des motets, des oratorios (en italien et en latin), des litanies, des psaumes, etc. Parmi ses élèves, on trouve Giovanni Battista Bianchini, Giuseppe Ottavio Pitoni et son fils Antonio Foggia, qui en 1688 lui succéda à son poste de Sainte-Marie-Majeure.

## Œuvres

### Oratorios
- David fugiens a facie Saul (David s'enfuyant devant Saül) ;
- Tobiæ Oratorium (Oratorio de Tobias, ou Tobie) ;
- San Giovanni Battista (Saint Jean-Baptiste) (perdu ; publié dans Sacra melodia d’oratorii musicali, Rome, 1678) ;
- Daniele (Daniel)  (attribution douteuse).

### Autres compositions (sacrées)
- Concentus ecclesiastici (Harmonies ecclésiastiques - ou Concerts pour l'Église) (1645) ;
- Missa et Sacræ cantiones (Messe et Chants sacrés), op. 3 (1650) ;
- Litaniæ et Sacræ cantiones (Litanies et Chants sacrés), op. 4 (1652) ;
- Psalmi (Psaumes, 1660) ;
- Sacræ cantiones, op. 6 (1661) ;
- Octo missæ (Huit messes, 1663) ;
- Sacræ cantiones, op. 8 (1665) ;
- Psalmodia vespertina. Liber 2 (Psaumes de Vêpres. Livre 2), op. 13 (1667) ;
- Messe (Messes), op. 15 (1672) ;
- Litanie (Litanies), op. 16 (1672) ;
- Motetti et Offertorii (Motets et Offertoires), op. 16 ;
- Offertoria (Offertoire), op. 18 (1681).

S'ajoutent à cette liste diverses compositions, certaines encore manuscrites, d'autres perdues.

## Discographie
- Psalmodia Vespertina (1667) - CapellAntiqua, dir. Bernhard Pfammatter (1-3 février 2002, Divox) (OCLC 145553933)